# Дудинский, Иосиф Антонович

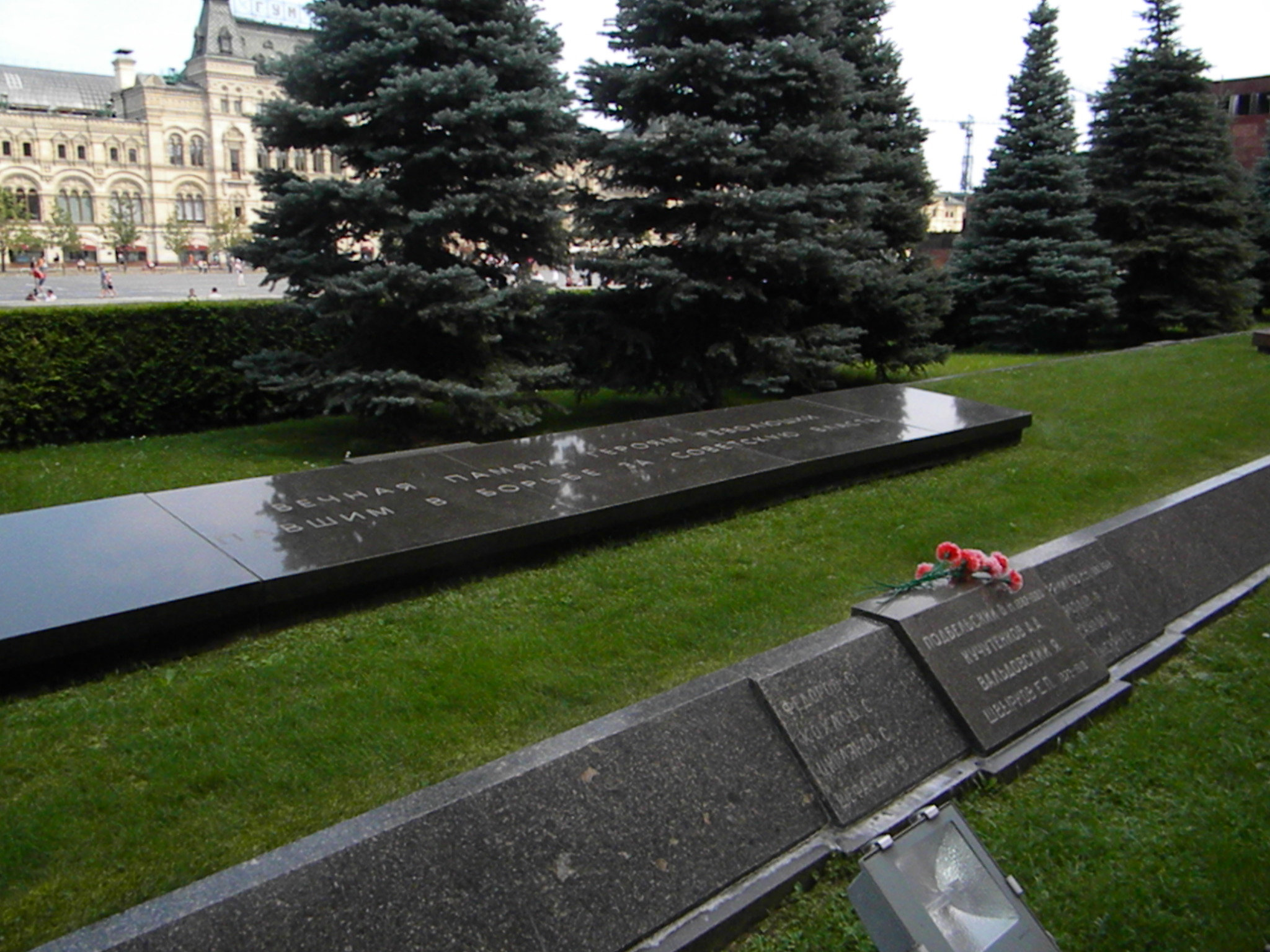
Надгробная плита у Кремлёвской стены

Иосиф Антонович Дудинский (1 апреля 1886, Ружаны, Гродненская губерния — 28 октября 1917, Москва) — солдат арсенальной команды Кремля. Кремлёвец.

## Биография
Родился в семье белорусского крестьянина-бедняка.
Работал на кожевенном заводе.
Примкнул к революционному движению.
В 1905 году участвовал в налёте на волостное управление в местечке Лысково для изъятия денег и документов. После обыска в его доме скрылся.
Поселился в Москве. Работал вагоновожатым.
В Первую Мировую войну был призван в армию и, признанный негодным к строевой службе, направлен в арсенальную команду Кремля.
Погиб 28 октября в Кремле в бою с юнкерами.
Его тело, проколотое штыком, нашла двоюродная сестра С. Ф. Катинас в анатомическом театре университета, куда свозили убитых из Кремля.
Похоронен у Кремлёвской стены.